# François-Barthélemy de Salignac de La Mothe-Fénelon
François-Barthélemy de Salignac de La Mothe-Fénelon (Sainte-Mondane 24 augustus 1691 - Parijs 16 juni 1741) was bisschop van Pamiers van 1735 tot 1741.
Salignac groeide als jonge aristocraat op in Kamerijk bij zijn achterneef François Fénelon, aartsbisschop van Kamerijk en hoveling van koning Lodewijk XIV van Frankrijk. Hij werd priester gewijd in 1717. Eenmaal bisschop in Pamiers ageerde hij tegen het jansenisme.